# Ayman Yahya
Ayman Yahya est un footballeur saoudien né le 14 mai 2001 à Riyad. Il joue au poste d'ailier à Al-Nassr FC.

## Carrière

### En club
Formé à Al-Nassr FC, il rejoint l'équipe première lors de la saison 2019-2020. Lors de la deuxième moitié de la saison 2021-2022, il est prêté à Al-Ahli FC.

### En sélection
Il joue son premier match international le 14 novembre 2020 lors d'un match amical gagné 3-0 contre la Jamaïque. 
Il fait partie de l'Arabie saoudite qui a participé à la Coupe arabe de la FIFA 2021. Il joue les trois matchs du premier tour et les Saoudiens n'ont pas réussi à passer en quart de finale après deux défaites et un match nul. 
Il participe ensuite avec les moins de 23 ans au championnat d'Asie des moins de 23 ans en 2020. Lors de cette compétition organisée en Thaïlande, il joue deux matchs dont la finale. L'Arabie saoudite s'incline en finale face à la Corée du Sud après prolongation. 
Il participe ensuite avec la sélection olympique aux Jeux olympiques d'été de 2020, organisés lors de l'été 2021 à Tokyo. Lors du tournoi olympique, il joue deux matchs. Avec un bilan de trois défaites en trois matchs, l'Arabie saoudite est éliminée dès le premier tour. 
Il participe ensuite avec les moins de 23 ans au championnat d'Asie des moins de 23 ans en 2022. Lors de cette compétition organisée en Ouzbékistan, il joue six matchs. Il se met en évidence en marquant trois buts dont un en demi de finale contre l'Australie. L'Arabie saoudite gagne en finale face à l'Ouzbékistan 2-0 et il est plébiscité meilleur joueur du tournoi.

### Palmarès en club
Al-Hilal
- Supercoupe d'Arabie saoudite (1) :
  - Champion : 2020.

### Palmarès en sélection
Arabie saoudite -23 ans
- Championnat d'Asie des moins de 23 ans (0) :
  - Vainqueur : 2022.